# Robel Teklemariam
Robel Zemichael Teklemariam (Addis Abeba, 16 september 1974) is een Ethiopische langlaufer en alpineskiër. Hij is de eerste actieve Ethiopische deelnemer aan de Olympische Winterspelen.

## Biografie
Robel Teklemariam werd geboren in een sloppenwijk in Addis Abeba in Ethiopië. Toen hij negen jaar oud was vertrok hij in 1983 samen met zijn moeder naar New York. Eenmaal in de Verenigde Staten maakte Robel kennis met de skisport en kreeg hij hier grote interesse in. Hij besloot zich in 1986 aan te melden voor een skischool in Lake Placid, waar zes jaar eerder de Olympische Winterspelen 1980 werden georganiseerd. Hij werd toegelaten tot de skischool en de vele herdenkingen in Lake Placid die terug verwezen naar de georganiseerde Olympische Spelen deden zijn motivatie goed. Een toeschouwer tijdens een van Robels trainingssessies zei eens voor de grap "Jij zou Ethiopië moeten vertegenwoordigen op de Winterspelen". Deze opmerking deed bij Robel echter een belletje rinkelen en hij richtte zich helemaal op zijn carrière als toekomstig Olympiaganger.
Niet lang daarna richtte hij zich niet alleen op het alpineskiën, maar begon hij ook met langlaufen. De sport werd een passie voor hem en de ambitie om te schitteren op het olympisch toneel groeiden met de dag. Verliefd op de sneeuw probeerde hij ook nog om te gaan snowboarden, maar dit lag hem minder goed.
Teklemariam stelde zich als doel om deel te nemen aan de Olympische Winterspelen 2006 in Turijn en probeerde zich te kwalificeren in het alpineskiën en het langlaufen. Voor het alpineskiën had hij de Super-G op het oog. Toen hij zich echter had gekwalificeerd voor het langlaufen bedacht hij zich geen moment en liet hij het alpineskiën vallen. Hij wilde niet het risico lopen om een zware val tijdens het skiën zijn Olympische droom te laten verpesten. Met zijn donkere huidskleur en lange dreadlocks is Teklemariam samen met de Keniaan Philip Boit die de eerste Keniaan op de Olympische Winterspelen 1998 in Nagano was een opvallende verschijning tussen de andere langlaufers.
Tijdens de openingsceremonie op 10 februari 2006 zwaaide Teklemariam vrolijk heen en weer met de door hem gedragen vlag van Ethiopië. Eerder die dag kreeg hij echter een startverbod voor vijf dagen opgelegd wegens een te hoog hematocrietgehalte. Gelukkig voor Teklemariam hoefde hij in die vijf dagen nog niet in actie te komen.
Robel Teklemariam is tevens de oprichter en voorzitter van de Ethiopische skifederatie (ENSF). Zijn broer Joseph Teklemariam is vicevoorzitter. Robel is anno 2006 de enige actieve sporter die is aangesloten bij de federatie. Het doel is om in de toekomst een stabiele federatie te worden, die ook op Olympische Winterspelen in de toekomst deel kan nemen.